# Конвективні хмари

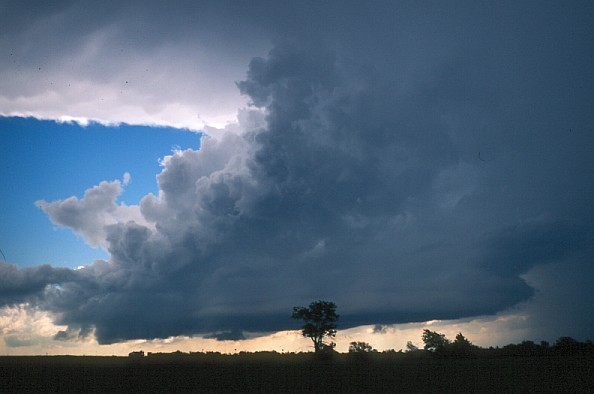
Купчасто-дощові хмари

Конвективна хмара — сукупність рідких крапель і (або) крижаних часток, що утворюється в системі вертикальних повітряних потоків (один або декілька конвективних осередків). Причиною утворення конвективної хмари є конденсація водяної пари в повітрі, що підіймається і охолоджується. Виділення теплоти при конденсації є одним з механізмів, що відповідають за розвиток конвективної хмари (чим тепліший обсяг повітря по відношенню до навколишнього середовища, тим інтенсивніше він спливає догори, що сприяє посиленню висхідного потоку, продовженню конденсації і т. д.).
Часто верхня межа конвективної хмари перетинає ізотерму 0 °C і заходить в область негативних температур. При цьому може відбуватися замерзання крапель води, а також сублімація водяної пари. Це сприяє додатковому виділенню тепла і посиленню висхідного потоку.

## Типи конвективних хмар
За ступенем розвитку конвективні хмари діляться на чотири категорії: плоскі купчасті (Cu hum), вони ж — купчасті хмари гарної погоди; середні купчасті (Cu med), потужні купчасті (Cu cong) і купчасто-дощові (Cb). З останніми зазвичай бувають пов'язані найінтенсивніші опади і переважна більшість небезпечних атмосферних явищ (грози, шквали, грози, смерчі). Цим вони становлять велику небезпеку для літальних апаратів. Крім перерахованих вище небезпечних явищ, є вертикальні повітряні потоки і обмерзання літальних апаратів (це вже відноситься не тільки до Cb).
Чіткі кількісні відмінності між різновидами конвективних хмар не визначені досі. Характерні значення вертикальної потужності: для Cu hum — менше 1 км, для Cu med — 1-2 км; для Cu cong — 2-4 км; для Cb — понад 4 км (рекордні значення, спостережувані виключно в тропічних широтах, перевищують 20 км). Ці критерії чисто умовні. Для виявлення Cb існує ще й якісний критерій: наявність опадів (які нехай навіть не досягають Землі). Конвективна хмара, що містить опади, в будь-якому випадку вважається Cb.

## Суперячейкова конвективна хмара
Суперячейкова конвективна хмара — хмара, що складається з одного надзвичайно сильно розвиненого конвективного осередку. З такими хмарами пов'язані найсильніші грози, зливи, град, шквали, іноді спостерігаються смерчі. Горизонтальний розмір такої хмари звичайно вимірюється в десятках км (для звичайного осередку він не перевищує декількох км). Вертикальна потужність супер'ячейкової хмари часто перевищує 10 км.
Необхідною умовою виникнення такої хмари є зсув вітру з висотою. За його відсутності (у звичайній клітинці) є лише висхідний потік, що відбувається внаслідок перегріву повітря або змушує сили, створюваної холодним фронтом. Всі інші потоки (спадаючий і горизонтальні) є, як би, вимушеними, вони лише компенсують створене переміщення повітря. При наявності ж зсуву вітру (не будь-якого, а лише строго визначеного залежно від конкретних умов) спостерігається нахил хмари. Якщо є цей нахил, то опади починають повністю або частково випадати збоку від висхідного потоку осередку.
Опади мають одну важливу властивість: вони створюють низхідні потоки. По-перше, це зумовлено захопленням повітря падаючими частинками вниз, а по-друге, охолодженням повітря при випаровуванні води і (або) льоду. Холодне повітря опускається донизу. Так от: у суперосередку опади не пригнічують висхідний потік, на відміну від звичайної комірки. Вони випадають в стороні від нього. Але це ще не все: вони підсилюють спадний потік, який якраз і розташовується збоку від хмари. Таким чином, низхідний рух повітря стає не просто компенсуючим, воно ще й додатково нагнітається. В результаті осередок стає надзвичайно стійким. Створюється вигляд, що він ніби розкручується з двох сторін.
Звичайно ж, це — не вічний двигун. Відбувається постійне підживлення суперосередку теплом і вологою з підхмарного шару. Однак такі хмари є стабільними і в повну силу існують протягом багатьох годин. Для порівняння, звичайні комірки — не більше години.

## Ресурси Інтернету
- Вікісховище має мультимедійні дані за темою: Конвективні хмари
- [Архівовано 19 грудня 2014 у Wayback Machine.]